# 播磨屋橋 (小惑星)
播磨屋橋(2582 Harimaya-Bashi)は、1981年9月26日に関勉が高知県芸西村で発見した小惑星である。高知市内にある播磨屋橋にちなんで命名された。